# Limerick (Saskatchewan)
Limerick es un pueblo canadiense situado en la provincia de Saskatchewan.

## Superficie
Limerick tiene una superficie de 0,61 km².

## Demografía
En 2021, tenía 114 habitantes, una densidad poblacional de 186,9 hab./km², y 63 viviendas.